# گورنیه کوشلیه
گورنیه کوشلیه (به صربی: Gornje Košlje) یک روستا در صربستان است.